# غاري إل. تايلور
غاري إل. تايلور (بالإنجليزية: Gary L. Taylor)‏ هو محامي وقاضي أمريكي، ولد في 8 ديسمبر 1938 في لوس أنجلوس في الولايات المتحدة.